# Caracallabogen (Volubilis)

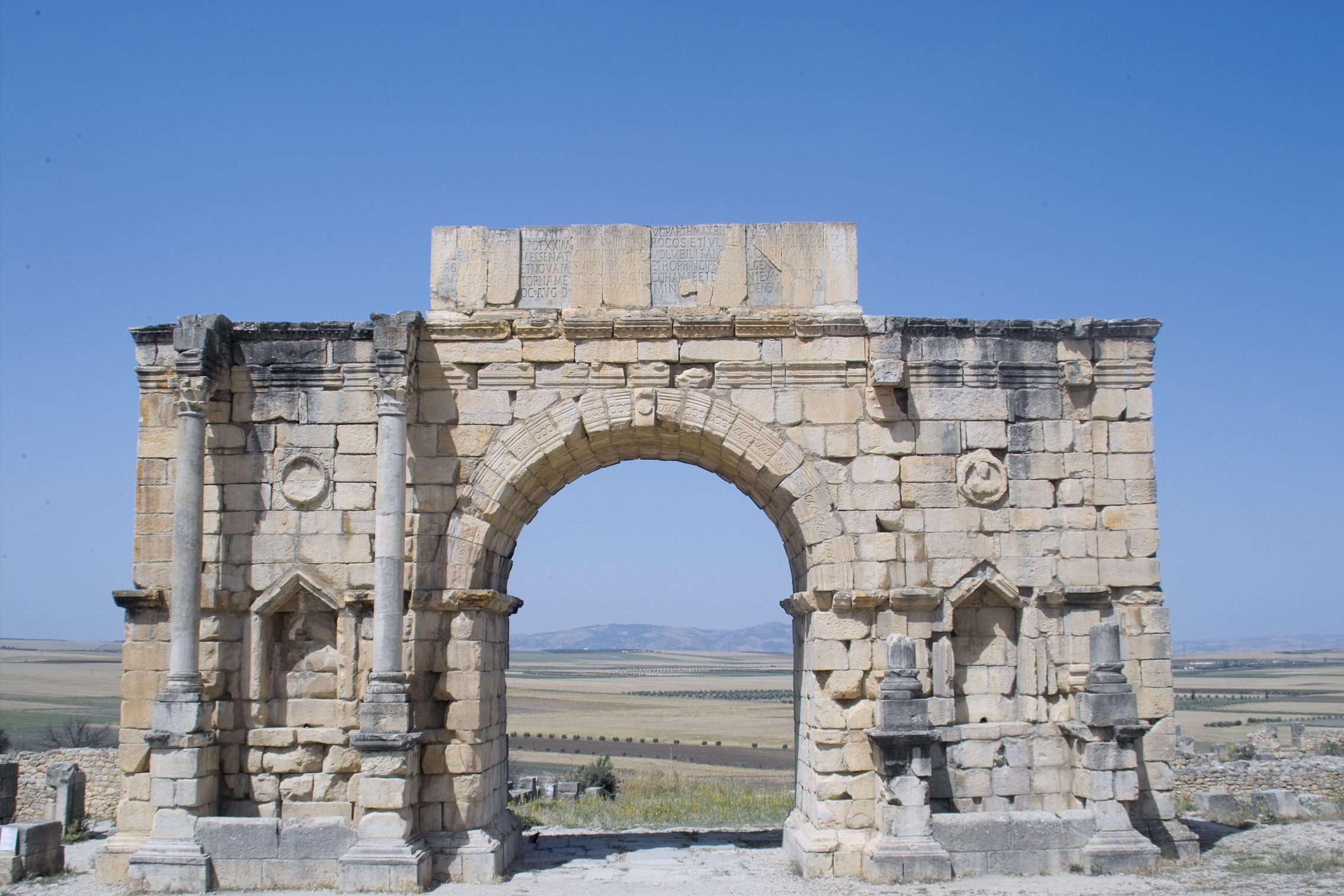
Der Caracallabogen in Volubilis

Der Caracallabogen in Volubilis ist ein eintoriger Ehrenbogen, der zu Ehren von Kaiser Caracalla um 216/217 n. Chr. errichtet wurde.

## Geschichte
Das Bauwerk wurde von den Bürgern der Stadt Volubilis zu Ehren von Kaiser Caracalla und seiner Mutter Julia Domna errichtet. Der Anlass für die Errichtung war möglicherweise die 212 in Kraft getretene Constitutio Antoniniana, dies ist aber unsicher.

## Inschrift
Auf dem Ehrenbogen war die folgende Widmungsinschrift in zweifacher Ausfertigung angebracht:
[Im]p(eratori) Ca[e]s(ari) M(arco) Aurel{l}io Antonino P[i]o Felici Aug(usto) Pa[rth(ico) max(imo) Brit{t}(annico) max(imo) Ge]rm(anico) max(imo)

[po]nt[ifi]ci max(imo) trib(unicia) pot(estate) XX imp(eratori) IIII co(n)s(uli) IIII p(atri) p(atriae) pro[co(n)s(uli) et Iuliae Aug(ustae) Piae Fel]ici matri

[Aug(usti) et c]astrorum et senatus et patriae res p(ublica) Vo[lubilitanorum ob singular]em eius

[erga uni]versos et novam su[pr]a o[mn]es r[et]ro [principes indulgentiam a]rcum

[cum sei]ugibus et orname[nt]is o[mnibus inc]oha[nt]e [et de]dica[nte M(arco) Aurel]{l}io

[Sebaste]no proc(uratore) Aug(usti) devo[tissi]m[o Numini eiu]s a solo [faci]endum [curavit]
Die Inschrift kann auf den Zeitraum zwischen dem 10. Dezember 216 und dem 8. April 217 datiert werden. Die sechs Zeilen des Textes nehmen eine Fläche von 7,40 m mal 1,60 m ein.